# Progress MS-17

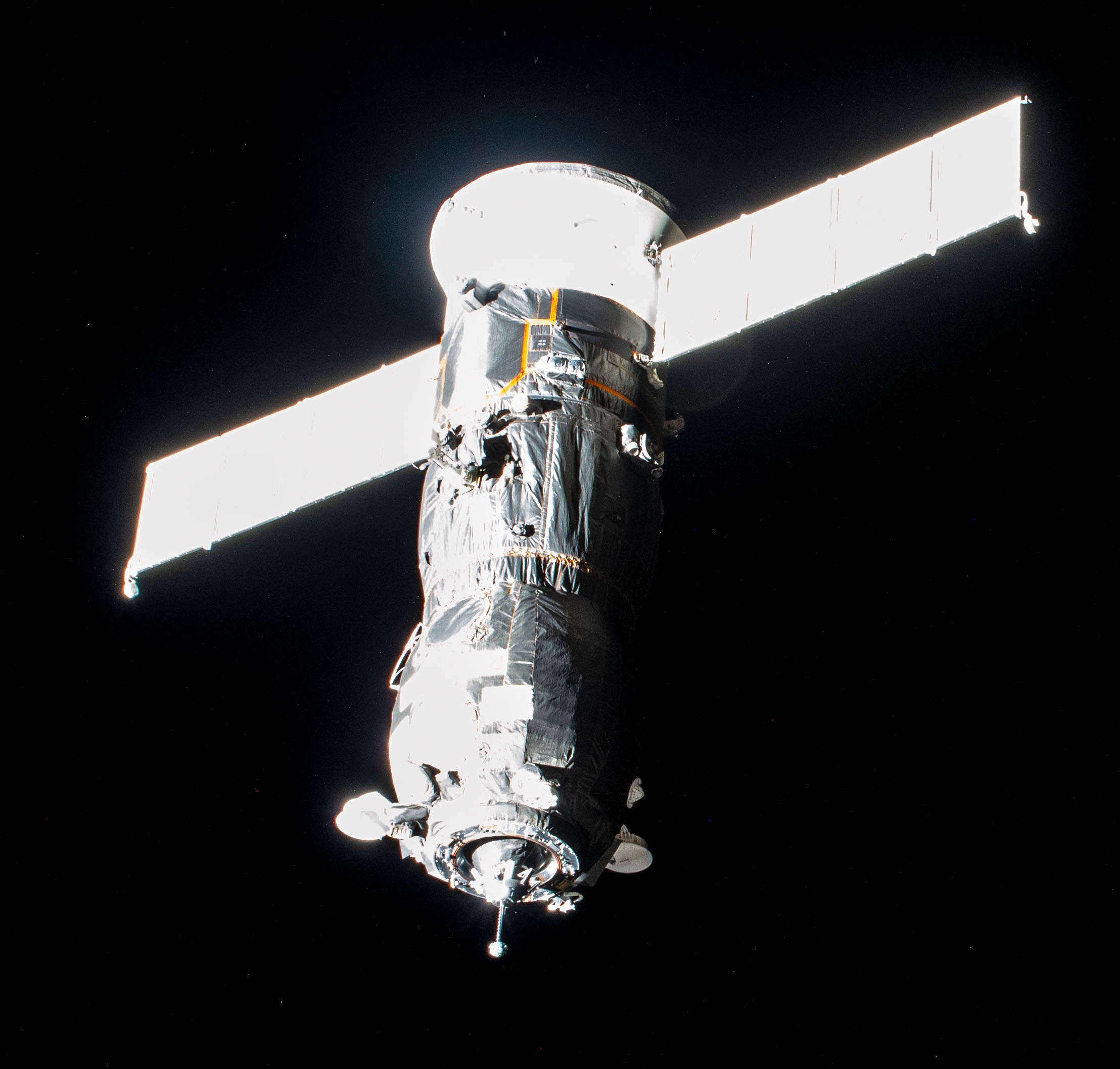
Statek transportowy Progress podczas misji MS-17

Progress MS-17 – misja statku transportowego Progress, prowadzona przez rosyjską agencję kosmiczną Roskosmos na potrzeby zaopatrzenia Międzynarodowej Stacji Kosmicznej.

## Ładunek
Całkowity ładunek, który Progress MS-17 dostarczył na Międzynarodową Stację Kosmiczną, ważył prawie 2,5 t towaru: 1509 kg suchego zaopatrzenia dla załogi, sprzętu konserwacyjnego na potrzeby stacji i eksperymentów naukowych, 470 kg paliwa do systemów napędowych stacji, 420 kg wody oraz 40 kg mieszanki powietrznej oraz tlenu.